# Palu kurumba
Le palu kurumba (autonyme pālu kuṟumba) est une langue dravidienne, parlée par environ 1 400 Kurumbas qui vivent  dans les collines de Nilgiri situées dans l'État de Tamil Nadu, en Inde.

## Sources
- (en) K.V. Zvelebil, 2001, Problems of Identification and Classification of some Nilgiri Tribes, in K.V. Zvelebil, Nilgiri Areal Studies, p. 39-110, Prague, université Charles de Prague, The Karolinum Press  (ISBN 80-7184-945-6)